# Jiří Pokorný (tanečník)
Jiří Pokorný (* 24. dubna 1971, Praha) je český tanečník baletu a bývalý sólista baletu Národního divadla. Byl synem baletního mistra Jaromíra Pokorného a jeho manželkou byla baletka Zuzana Savková.

## Život
Jeho otec byl baletní tanečník Jaromír Pokorný, který jako sólista, choreograf a šéf baletu působil zejména na německých scénách. Na jevišti se Jiří Pokorný představil už ve čtyřech letech, kdy ještě žil s rodiči v Německu a zde si zahrál dítě Čo-čo-san v Pucciniho Madame Butterfly. Poté, co se přestěhovali do Prahy, pokračoval v baletní přípravce Národního divadla a jako člen vystupoval nejen v baletních, ale i v operních inscenacích. Také si zahrál ve filmovém zpracování Prodané nevěsty od Františka Filipa, kde i zvolal „Lidičky, spaste duši, medvěd se utrh!“. V letech 1982 až 1990 vystudoval Taneční konzervatoř v Praze a absolvoval několik stáží v Kolíně nad Rýnem. Po absolvování povinné vojny v Armádním uměleckém souboru Víta Nejedlého byl v roce 1992 angažován do Národního divadla v Praze jako člen baletního sboru a o rok později se stal sólistou. V angažmá v Národním divadle byl do 31. července 2003, kdy přešel do Divadla J. K. Tyla v Plzni a vykonává zde funkci šéfa baletu. Během vykonávání této práce se mu podařilo vybudovat baletní soubor špičkové kvality a pravidelně se věnuje také choreografii nejen v operách a muzikálech.
Během své profesní kariéry v Národním divadle si zde díky své přesné technice a citlivým hereckým projevem se představil v rolích, jako například Brouček v Broučcích, José a jeho dvojník v Carmen, Franz v Coppélii, Basil v Donu Quijotovi, Albert v Giselle, Jesenin v Isadoře Duncan, Přítel Prince, Šašek a Princ v Labutím jezeře, Princ v Louskáčkovi, sólo v Návratu do neznámé země, Tanečník Jerry v Někdo to rád…, Lenskij v Oněginovi, Šašek v Popelce, Mladý Norman v Psychu, Merkucio v Romeovi a Julii, Amor v Sylvii, Modrý pták v Šípkové Růžence a hlavní postavy v Malém panu Friedemannovi a Mauglím.
Je dvakrát ženatý. Jeho první manželka byla baletka Zuzana Savková, s níž má dva syny Kristiána a Valentýna. Kristián je tanečník baletu v angažmá ve Wiener Staatsoper a Valentýn se věnuje herectví.
Za svou práci obdržel řadu ocenění. Na Celostátní baletní soutěži v roce 1990 získal 3. cenu, za roli Johannese Friedemanna v roce 1993 Cenu Českého literárního fondu a je držitelem ceny Philip Morris Ballet Flower Award pro nejlepšího tanečníka v oboru klasického tance v České republice v roce 1994. Obdržel dvě Ceny Thálie v oboru balet, pantomima a současný tanec. První obdržel za rok 1998 za roli Jesenina v inscenaci Isadora Duncan a druhou za roli Normana Batese v baletním dvojvečeru Malý pan Friedemann/Psycho. V roce 2016 získal Pečeť města Plzně za přínos a rozvoj tohoto města.